# Сосна Генри
Сосна Генри (лат. Pinus henryi) — хвойное дерево произрастающее на территории Китая; вид рода Сосна (Pinus) семейства Сосновые (Pinaceae).

## Распространение
Естественный ареал находится в Китае на западе провинции Хубэй, в Чунцине и Хунани, на юге Шэньси и на северо-востоке Сычуани. Вид распространен в горах центрального Китая на средних высотах и растет на высотах от 1100 до 2000 метров. Сосна Генри предпочитает сухие, солнечные склоны и холмы, где меньше конкуренции со стороны лиственных деревьев.

## Описание
Вечнозелёное дерево высотой до 25 метров и диаметром ствола до 1 метра. Кора ствола серо-коричневая, а при воздействии погоды серая, чешуйчатая и распадается на большие пластины неправильной формы, которые отслаиваются на большие или мелкие части. Ветви закручены, раскинуты или загнуты вниз и образуют куполообразную или плоскую крону.
Вегетативные почки удлинённые, заострённые, слегка смолистые. Иглы растут парами в постоянном базальном чехле от 10 до 15 мм. Иглы зелёные, выступающие, прямые или изогнутые, мягкие, от 7 до 12 дюймов в длину, от 0,7 до 1 миллиметра в ширину и часто слегка закручены. Край иглы мелко пропилен, а её конец заострён. На всех сторонах иглы есть устьичные линии. Хвоя остаётся на дереве от двух до трёх лет.

## Таксономия
Впервые вид был описан в 1902 году Максвеллом Тилденом Мастерсом в 26 томе Journal of the Linnean Society, Botany и назван в честь ирландского ботаника Августина Генри.
Ранее некоторые авторы относили вид к разновидностям Pinus tabuliformis или Pinus massoniana.
Синонимы
- Pinus massoniana var. henryi (Mast.) C.L.Wu
- Pinus massoniana var. wulingensis C.J.Qi & Q.Z.Lin
- Pinus massoniana subsp. wulingensis (C.J.Qi & Q.Z.Lin) Silba
- Pinus tabuliformis var. henryi (Mast.) C.T.Kuan
- Pinus tabuliformis subsp. henryi (Mast.) Businský

## Охранный статус
Международным союзом охраны природы вид внесён в Красную книгу, как находящийся под угрозой исчезновения. Вырубка лесов сокращают насаждения, но существуют также популяции произрастающие на охраняемых территориях.

## Хозяйственное значение и применение
Древесина имеет те же свойства, что и Pinus tabuliformis, но эта порода менее распространена и, следовательно, является менее важным поставщиком древесины. Вид редко или совсем не культивируется. В отличие от многих других китайских видов, он не был завезён в Европу в середине 20 века.